# Hans Kudlich (1849–1928)
Hans Kudlich (2. února 1849 Úvalno – 26. ledna 1928 Úvalno) byl rakouský a český politik německé národnosti ze Slezska, na počátku 20. století poslanec Slezského zemského sněmu a Říšské rady.

## Biografie
Jeho strýcem byl Hans Kudlich, jeden z hlavních představitelů revoluce v roce 1848, který prosadil ukončení poddanství. Hans Kudlich vychodil dvoutřídní základní školu. Profesí byl majitelem zemědělského hospodářství v domovském Úvalně. Byl členem zdejší obecní rady a působil i jako obecní starosta. Zasedal jako poslanec Slezského zemského sněmu.
Na počátku 20. století se zapojil i do celostátní politiky. Ve volbách do Říšské rady roku 1911 byl zvolen do Říšské rady (celostátní zákonodárný sbor) za obvod Slezsko 8. Usedl do poslaneckého klubu Německý národní svaz, v jehož rámci reprezentoval Německou agrární stranu. Ve vídeňském parlamentu setrval do zániku monarchie. K roku 1911 se profesně uvádí jako zemský poslanec a majitel zemědělského hospodářství.
Po válce zasedal v letech 1918–1919 jako poslanec Provizorního národního shromáždění Německého Rakouska (Provisorische Nationalversammlung).